# Adolf Mühry

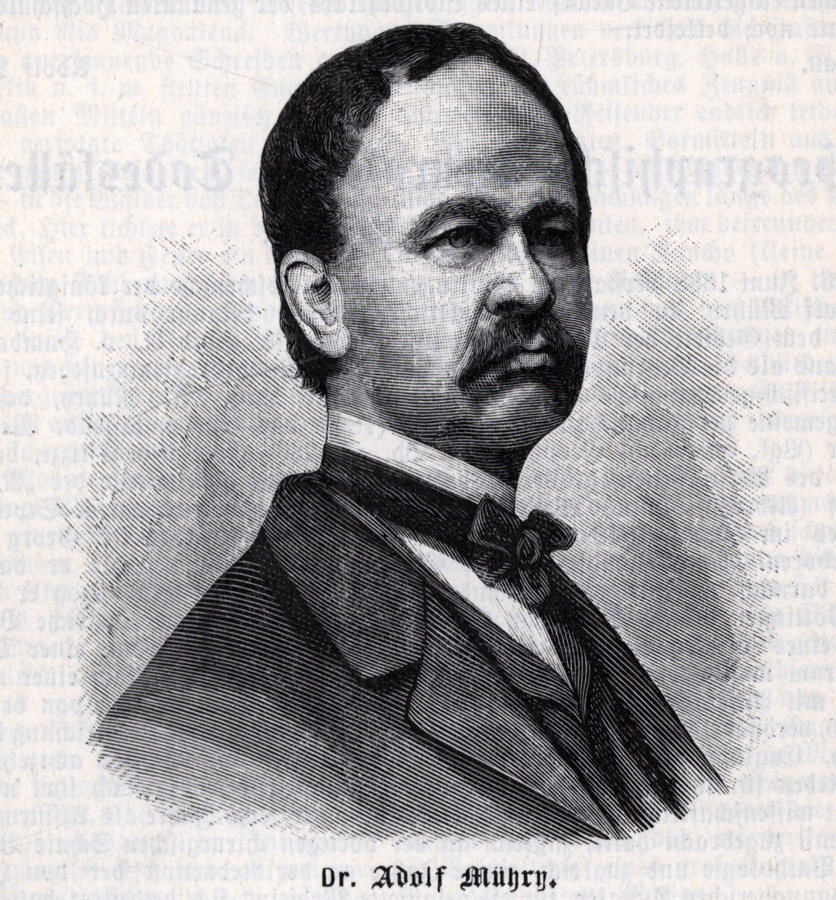
Adolf Mühry

Adolf Mühry (* 4. September 1810 in Hannover; † 13. Juni 1888 in Göttingen) war ein deutscher Privatgelehrter und Bioklimatologe.

## Leben
Mühry war einer von vier Söhnen des hannoverschen Obermedizinalrates und Hofmedicus Georg Friedrich Mühry. Er studierte ab 1829 Medizin an der Georg-August-Universität in Göttingen, später auch an der Universität Heidelberg. In Göttingen wurde er Mitglied des Corps Hannovera. 1841 gab er die nachgelassenen Medizinischen Fragmente seines im Vorjahr verstorbenen Bruders Carl Mühry heraus und betätigte sich als Privatgelehrter und als Wundarzt der Hannoverschen Armee. So veröffentlichte er 1844 Über die historische Unwandelbarkeit der Natur und der Krankheitsformen und widmete diesen Beitrag der Naturforscher-Versammlung in Bremen. 1848 wurde er zum Sanitätsrat ernannt. Eine Berufung als Professor an die Universität Jena lehnte er ab und zog sich ab 1854 in eine selbst gewählte Isolation in Göttingen zurück. Hier begann er, beeinflusst von den Gedanken Alexander von Humboldts, mit seinen Arbeiten über die klimatische Therapie und untersuchte den Zusammenhang zwischen Geographie und Klima einerseits und der Verbreitung von Krankheiten andererseits. Er gewann damit Erkenntnisse zu den Ursachen, der Vermeidung und der Heilung von Krankheiten. Mit der Zeit wandte er sich von der Medizin ab und beschäftigte sich mit naturwissenschaftlichen Fragen der Klimatologie und der Meereskunde. Er gelangte auf diesem Wege zu rein philosophischen Fragestellungen, die er in seinem Hauptwerk Über die exakte Naturphilosophie zusammenfasste.
Mühry war seit 1865 Träger des Verdienstkreuzes des Ernestinischen Hausordens. In Svalbard wurde das Kap Mühry am Heleysund nach ihm benannt.

## Werke
- Die geographischen Verhältnisse der Krankheiten, oder Grundzüge der Nosogeographie. Leipzig, 1856, 2 Teile (Digitalisat)
- Klimatologische Untersuchungen, oder Grundzüge der Klimatologie in bezug auf die Gesundheitsverhältnisse der Bevölkerungen. Leipzig 1858
- Allgemeine geographische Meteorologie. Leipzig 1860
- Klimatographische Übersicht der Erde. Leipzig 1862 mit Ergänzung 1865
- Beiträge zur Geophysik und Klimatographie. Leipzig 1863
- Das Klima der Alpen unterhalb der Schneelinie. Göttingen 1865
- Untersuchungen über die Theorie und das allgemeine geographische System der Winde. Göttingen 1869
- Über die Lehre von den Meeresströmungen. Göttingen 1869
- Über die exakte Naturphilosophie. Ein Beitrag zu der in der Gegenwart auf naturwissenschaftlichem Grunde vollführenden neuen Constituierung der Philosophie. 5 Teile, Göttingen 1877–1882.[2]

## Onlinequellen
1. ↑  Kapp Mühry. In: The Place Names of Svalbard (Erstausgabe 1942). Norsk Polarinstitutt, Oslo 2001, ISBN 82-90307-82-9 (englisch, norwegisch).
2. ↑  UEBER DIE EXACTE NATUR-PHILOSOPHIE. Online-Ausgabe in Text-Form

| Personendaten    | Personendaten                                |
| ---------------- | -------------------------------------------- |
| NAME             | Mühry, Adolf                                 |
| KURZBESCHREIBUNG | deutscher Privatgelehrter und Bioklimatologe |
| GEBURTSDATUM     | 4. September 1810                            |
| GEBURTSORT       | Hannover                                     |
| STERBEDATUM      | 13. Juni 1888                                |
| STERBEORT        | Göttingen                                    |